# いそあそび
『いそあそび』は、佐藤宏海による日本の漫画作品。『good!アフタヌーン』（講談社）にて、2017年12号から2019年5号まで連載。
『good!アフタヌーン』2017年7月号の読み切り企画、四季賞新人戦第1回に『いそあそびエピソード0』が掲載され、評判を呼び2017年12月号より連載化された。
作者の佐藤は本作について「地元の原風景を思い出しながら、丁寧な筆致で瀬戸内の自然を描きます！」とコメントしている。

## ストーリー
ファミレスもゲーセンもコンビニもない瀬戸内の海辺にある星海町。海と山に挟まれたわずかな土地に集落が点在している。同級生より少々、磯に詳しく面倒見がよい中学2年生の六郎はある日、大企業・村上鉱業の元・ワンマン社長のお嬢様・セトと出会う。世間知らずで生活力ゼロのセトは目下、自給自足しながら一人暮らしをしていた。六郎はひょんなことからセトの面倒をみながら、共に磯で獲物を狙うことになる。

## 登場人物
浦島 六郎（うらしま ろくろう）
主人公の星海中学2年生。同級生より少々磯に詳しく、面倒見が良い。セトの面倒を見ながら磯で獲物を探す日々を送ることになってしまう。
村上 セト（むらかみ セト）
大企業・村上鉱業の元・ワンマン社長を父に持つお嬢様。生活力ゼロ。六郎に教わりながら一緒に日々、磯で獲物を狙う。
岬 珠子
六郎の幼なじみ。バレー部所属。こんがり日焼けしている。

## 書誌情報
- 佐藤宏海 『いそあそび』 講談社〈アフタヌーンKC〉、全3巻
  1. 2018年4月6日第1刷発行[3]（同日発売）、ISBN 978-4-06-511342-4
  2. 2018年10月5日第1刷発行[4]（同日発売）、ISBN 978-4-06-513011-7
  3. 2019年6月7日第1刷発行[5]（同日発売）、ISBN 978-4-06-515936-1